# Karen Pence
Karen Sue (Karen) Pence (Wichita (Kansas), 1 januari 1957) is de echtgenote van de Amerikaanse voormalige vicepresident Mike Pence. Ze was van 2017 tot 2021 de Second lady van de Verenigde Staten.

## Jeugd
Karen Pence is geboren als Karen Sue Batten. Ze is de dochter van John Batten en Lillian Hacker. Ze groeide op in een buurt in Indianapolis. Daar studeerde ze af aan de Bishop Chatard High School. Vervolgens ging ze naar de Butler University, waar ze studeerde om lerares te worden. Daar behaalde ze een Bachelor of Science en een Master of Science in het basisonderwijs.

## Carrière en gezin
Pence heeft lesgegeven op diverse scholen in Indianapolis. Ze ontmoette Mike Pence tijdens een kerkdienst. Na de geboorte van hun eerste kind, nam Karen een cursus aquarelschilderen. 
Karen en Mike Pence verloofden zich in augustus 1984 en trouwden in juni 1985. Het stel heeft drie kinderen.